# Jan-Olov Gezelius
Jan-Olov Gezelius, född 15 januari 1935 i Norrbärke församling i Kopparbergs län, död 9 juni 2021, var en svensk officer i flygvapnet.

## Biografi
Gezelius blev fänrik i flygvapnet 1959. Han befordrades till löjtnant 1961, till kapten 1967, till major 1972, till överstelöjtnant 1973, till överste 1983 och till överste av första graden 1986.
Gezelius inledde sin militära karriär i flygvapnet 1959 vid Södertörns flygflottilj (F 18). Åren 1967–1968 var han divisionschef vid Skaraborgs flygflottilj (F 7). Han var 1972–1976 lärare på Flyglinjen vid Militärhögskolan (MHS). Åren 1976–1979 var han flygchef vid Västgöta flygflottilj (F 6). Därefter var han 1983–1985 ställföreträdande sektorflottiljchef och tillika flottiljchef för Upplands flygflottilj (F 16/Se M). Åren 1985–1987 var han chef för Operationsledningen vid Södra militärområdesstaben (Milo S). Han var chef för Operationsledningen vid Försvarsstaben 1987–1989 och var därefter 1989–1991 chef för Personalledningen vid Flygstaben. Åren 1992–1993 var han militärrådgivare vid den svenska nedrustningsdelegationen i Genève. Gezelius lämnade flygvapnet 1993.
Jan-Olov Gezelius invaldes 1986 som ledamot av Kungliga Krigsvetenskapsakademien.